# Pica asirensis
La urraca árabe (Pica asirensis) es una especie de ave paseriforme de la familia Corvidae endémica de Arabia. 

## Taxonomía
Anteriormente se clasificaba como una subespecie de la urraca común.
Un filogénético publicado en 2018 descubrió que el pariente más cercano de la urraca árabe es la urraca del Himalaya que se encuentra en el Himalaya y la meseta tibetana.

## Distribución y hábitat
Se encuentra únicamente en las montañas el suroeste de Arabia Saudí, en la región de Asir y sus proximidades. Ocupa solo los bosques de enebro africano en los valles y wadis bien arbolados. 
Solo quedan unas 135 parejas (270 individuos adultos) en estado salvaje, y su población está en declive. Está en grave peligro de extinción por la destrucción de su hábitat forestal nativo. El desarrollo del turismo y el cambio climático también son posibles amenazas.  